# Mahé (Indien)
 Der er for få eller ingen kildehenvisninger i denne artikel, hvilket er et problem. Du kan hjælpe ved at angive troværdige kilder til de påstande, som fremføres i artiklen.

 For alternative betydninger, se Mahé. (Se også artikler, som begynder med Mahé)
Mahé, også kendt som Mayyazhi, er en lille by i Mahé-distriktet i Pondicherry Union Territory. Det ligger ved mundingen af Mahé-floden og er omgivet af staten Kerala. Kannur-distriktet omgiver Mahé på tre sider og Kozhikode-distriktet fra den sidste side.
Mahé er en tidligere del af Fransk Indien, men udgør nu en kommune i Mahé-distriktet, et af de fire distrikter i Unionsterritoriet i Puducherry. Mahé har en repræsentant i Puducherrys lovgivende forsamling.

## Etymologi
Navnet Mahé stammer fra Mayyazhi, det navn, der gives til den lokale flod og region på det malaysiske sprog. Den originale stavemåde, der findes på franske dokumenter fra de tidlige 1720'ere, er Mayé, men Mahé og Mahié er også fundet på dokumenter, kort og geografiske ordbøger indtil tidligt i 1800-tallet, hvor stavemåden Mahé blev normen. Derfor er troen på, at byens navn blev givet til ære for Bertrand François Mahé de La Bourdonnais (1699–1753), hvis senere berømmelse i vid udstrækning stammede fra hans tilknytning til Indien, inklusive hans indfangning af Mayé i 1741, ikke korrekt.
En anden påstand om, at stavemåden Mahé officielt blev vedtaget af lederen for ekspeditionen, der genindtog byen i 1726 som anerkendelse af La Bourdonnais' rolle på det tidspunkt, er også usandsynlig. Det er sandsynligt, at lighed med Mayé, for ikke at nævne Mahé, med La Bourdonnais' familienavn fik flere generationer til at antage, at den berømte franskmand på en eller anden måde direkte eller indirekte var forbundet med navnet til byen eller stavningen af navnet.

## Klima
| Vejr for Mahé (Indien)  | Vejr for Mahé (Indien) | Vejr for Mahé (Indien) | Vejr for Mahé (Indien) | Vejr for Mahé (Indien) | Vejr for Mahé (Indien) | Vejr for Mahé (Indien) | Vejr for Mahé (Indien) | Vejr for Mahé (Indien) | Vejr for Mahé (Indien) | Vejr for Mahé (Indien) | Vejr for Mahé (Indien) | Vejr for Mahé (Indien) | Vejr for Mahé (Indien) |
|                         | Jan                    | Feb                    | Mar                    | Apr                    | Maj                    | Jun                    | Jul                    | Aug                    | Sep                    | Okt                    | Nov                    | Dec                    | År                     |
| ----------------------- | ---------------------- | ---------------------- | ---------------------- | ---------------------- | ---------------------- | ---------------------- | ---------------------- | ---------------------- | ---------------------- | ---------------------- | ---------------------- | ---------------------- | ---------------------- |
| Gennemsnitlig maks °C   | 31,6                   | 32                     | 33                     | 33,2                   | 32,7                   | 29,6                   | 28,3                   | 28,7                   | 29,5                   | 30,4                   | 31                     | 31,4                   | 31                     |
| Gennemsnitlig min °C    | 21,8                   | 22,9                   | 24,6                   | 25,8                   | 25,7                   | 23,9                   | 23,4                   | 23,6                   | 23,7                   | 23,8                   | 23,3                   | 22                     | 23,7                   |
| Gennemsnitlig nedbør mm | 3                      | 4                      | 13                     | 76                     | 295                    | 905                    | 1.083                  | 539                    | 274                    | 237                    | 106                    | 22                     | 3.557                  |
| Kilde: Climate-Data.org |                        |                        |                        |                        |                        |                        |                        |                        |                        |                        |                        |                        |                        |

## Billedgalleri
- Morgen i Mahe
- Mahe fyr
- Mahe rådhus
- Mahe i 1867
- Mahe Kirke, 1940
- Kallappally-moskeen
- Keezhur-monumentet
- Statue af frihedskæmper Kumaran i nærheden af Tagore Park ved Mahe-distriktet Puducherry UT